# Jacob L. Devers
Jacob „Jake” Loucks Devers (n. 8 septembrie 1887 – d. 15 octombrie 1979) a fost un general american, dintre principalii comandanți militari americani din timpul celui de-al Doilea Război Mondial. 